# Europees kampioenschap voetbal onder 21 - 1980
Aan het Europees kampioenschap voetbal onder 21 van 1980 (kortweg: EK-voetbal -21) deden 25 teams mee. Het toernooi werd inclusief de kwalificatiewedstrijden tussen 1978 en 1980 gehouden. Er was bij deze editie geen sprake van een eindtoernooi dat in een land werd gehouden. Nederland deed voor de eerste keer mee, net als Cyprus. Door 'ongeregeldheden' verloor Turkije de eerste twee wedstrijden reglementair met 3-0. De winnaar van het toernooi was de Sovjet-Unie.
De 25 teams werden verdeeld in zeven groepen van drie en een van vier. De groepswinnaars stroomden door naar de kwartfinales.

## Kwalificatieronden
| Kwalificatiegroep 1 | Kwalificatiegroep 1 | Wed | W | G | V | DV | DT | Ptn |
| ------------------- | ------------------- | --- | - | - | - | -- | -- | --- |
| 1                   | Engeland            | 4   | 4 | 0 | 0 | 11 | 2  | 8   |
| 2                   | Denemarken          | 4   | 1 | 0 | 3 | 3  | 4  | 2   |
| 3                   | Bulgarije           | 4   | 1 | 0 | 3 | 2  | 10 | 2   |

| - Denemarken 1-2 Engeland - Denemarken 2-0 Bulgarije - Bulgarije 1-3 England | - Engeland 1-0 Denemarken - Bulgarije 1-0 Denemarken - Engeland 5-0 Bulgarije |

| Kwalificatiegroep 2 | Kwalificatiegroep 2 | Wed | W | G | V | DV | DT | Ptn |
| ------------------- | ------------------- | --- | - | - | - | -- | -- | --- |
| 1                   | Schotland           | 5   | 3 | 2 | 0 | 13 | 5  | 8   |
| 2                   | België              | 6   | 2 | 3 | 1 | 8  | 4  | 7   |
| 3                   | Noorwegen           | 6   | 1 | 3 | 2 | 5  | 12 | 5   |
| 4                   | Portugal            | 5   | 0 | 2 | 3 | 2  | 7  | 2   |

| - België 4-0 Noorwegen - Portugal 0-0 België - Schotland 5-1 Noorwegen - Portugal 0-3 Schotland - Noorwegen 0-0 Portugal - Noorwegen 2-2 Schotland | - Noorwegen 0-0 België - België 2-1 Portugal - Portugal 1-2 Noorwegen - België 0-1 Schotland - Schotland 2-2 België - Schotland - Portugal (Niet gespeeld) |

| Kwalificatiegroep 3 | Kwalificatiegroep 3 | Wed | W | G | V | DV | DT | Ptn |
| ------------------- | ------------------- | --- | - | - | - | -- | -- | --- |
| 1                   | Joegoslavië         | 4   | 2 | 2 | 0 | 4  | 2  | 6   |
| 2                   | Spanje              | 4   | 1 | 2 | 1 | 4  | 2  | 4   |
| 3                   | Cyprus              | 4   | 0 | 2 | 2 | 1  | 5  | 2   |

| - Spanje 0-1 Joegoslavië - Cyprus 0-0 Spanje - Joegoslavië 1-0 Cyprus | - Joegoslavië 1-1 Spanje - Cyprus 1-1 Joegoslavië - Spanje 3-0 Cyprus |

| Kwalificatiegroep 4 | Kwalificatiegroep 4 | Wed | W | G | V | DV | DT | Ptn |
| ------------------- | ------------------- | --- | - | - | - | -- | -- | --- |
| 1                   | Oost-Duitsland      | 4   | 2 | 2 | 0 | 8  | 3  | 6   |
| 2                   | Polen               | 4   | 2 | 1 | 1 | 7  | 8  | 5   |
| 3                   | Nederland           | 4   | 0 | 1 | 3 | 4  | 8  | 1   |

| - Oost-Duitsland 2-0 Nederland - Polen 1-1 Oost-Duitsland - Nederland 2-3 Polen | - Oost-Duitsland 4-1 Polen - Polen 2-1 Nederland - Nederland 1-1 Oost-Duitsland |

| Kwalificatiegroep 5 | Kwalificatiegroep 5 | Wed | W | G | V | DV | DT | Ptn |
| ------------------- | ------------------- | --- | - | - | - | -- | -- | --- |
| 1                   | Tsjecho-Slowakije   | 4   | 3 | 0 | 1 | 3  | 1  | 6   |
| 2                   | Frankrijk           | 4   | 2 | 1 | 1 | 3  | 2  | 5   |
| 3                   | Zweden              | 4   | 0 | 1 | 3 | 1  | 4  | 1   |

| - Frankrijk 2-1 Zweden - Zweden 0-1 Tsjecho-Slowakije - Tsjecho-Slowakije 1-0 Frankrijk | - Zweden 0-0 Frankrijk - Tsjecho-Slowakije 1-0 Zweden - Frankrijk 1-0 Tsjecho-Slowakije |

| Kwalificatiegroep 6 | Kwalificatiegroep 6 | Wed | W | G | V | DV | DT | Ptn |
| ------------------- | ------------------- | --- | - | - | - | -- | -- | --- |
| 1                   | Sovjet-Unie         | 4   | 3 | 1 | 0 | 8  | 2  | 7   |
| 2                   | Griekenland         | 4   | 2 | 0 | 2 | 5  | 6  | 4   |
| 3                   | Finland             | 4   | 0 | 1 | 3 | 2  | 7  | 1   |

| - Finland 0-1 Griekenland - Griekenland 0-3 Sovjet-Unie - Griekenland 3-1 Finland | - Finland 0-2 Sovjet-Unie - Sovjet-Unie 2-1 Griekenland - Sovjet-Unie 1-1 Finland |

| Kwalificatiegroep 7 | Kwalificatiegroep 7 | Wed | W | G | V | DV | DT | Ptn |
| ------------------- | ------------------- | --- | - | - | - | -- | -- | --- |
| 1                   | Hongarije           | 4   | 3 | 0 | 1 | 9  | 4  | 6   |
| 2                   | Roemenië            | 4   | 2 | 0 | 2 | 7  | 3  | 4   |
| 3                   | Turkije             | 4   | 1 | 0 | 3 | 2  | 11 | 0   |

| - Turkije 0-3 (2-3)* Hongarije - Hongarije 1-0 Roemenië - Roemenië 0-3 (2-1)* Turkije | - Turkije 2-0 Roemenië - Hongarije 5-0 Turkije - Roemenië 4-0 Hongarije |

| Kwalificatiegroep 8 | Kwalificatiegroep 8 | Wed | W | G | V | DV | DT | Ptn |
| ------------------- | ------------------- | --- | - | - | - | -- | -- | --- |
| 1                   | Italië              | 4   | 3 | 1 | 0 | 5  | 0  | 7   |
| 2                   | Zwitserland         | 4   | 2 | 1 | 1 | 8  | 2  | 5   |
| 3                   | Luxemburg           | 4   | 0 | 0 | 4 | 1  | 12 | 0   |

| - Luxemburg 0-3 Zwitserland - Zwitserland 0-0 Italië - Zwitserland 5-1 Luxemburg | - Italië 1-0 Zwitserland - Luxemburg 0-3 Italië - Italië 1-0 Luxemburg |

## Knock-outfase
| Kwartfinales - Tsjecho-Slowakije 1-1 Joegoslavië - Joegoslavië 2-1 Tsjecho-Slowakije Joegoslavië won in totaal met 3-2 - Hongarije 2-0 Oost-Duitsland - Oost-Duitsland 3-0 Hongarije Oost-Duitsland won in totaal met 3-2 - Sovjet-Unie 3-1 Italië - Italië 0-0 Sovjet-Unie Sovjet-Unie won in totaal met 3-1 - Engeland 2-1 Schotland - Schotland 0-0 Engeland Engeland won in totaal met 2-1 |  | Halve finales - Engeland 1-2 Oost-Duitsland - Oost-Duitsland 1-0 Engeland Oost-Duitsland won in totaal met 3-1 - Sovjet-Unie 3-0 Joegoslavië - Joegoslavië 0-1 Sovjet-Unie Sovjet-Unie won in totaal met 4-0 |  | Finale - Oost-Duitsland 0-0 Sovjet-Unie - Sovjet-Unie 1-0 Oost-Duitsland Sovjet-Unie won in totaal met 1-0 Sovjet-Unie werd kampioen |